# Михалево (Дмитровский городской округ)
Михалево — деревня в Дмитровском районе Московской области, в составе Сельского поселения Большерогачёвское. Население — 16 чел. (2010). До 2006 года Михалево входило в состав Покровского сельского округа.

## Расположение
Деревня расположена в западной части района, примерно в 27 км западнее Дмитрова, на правом берегу реки Лбовка (левый приток Сестры), высота центра над уровнем моря 155 м. Ближайшие населённые пункты — Богданово на севере, Копылово на северо-востоке и Благовещенье на юге. Через деревню проходит автодорога А108 (Московское большое кольцо).

## Население
| 2002 | 2006 | 2010 |
| ---- | ---- | ---- |
| 11   | ↘2   | ↗16  |